# Jean Louisa Kelly
Jean Louisa Kelly (Worcester, 9 maart 1972) is een Amerikaanse actrice. Ze maakte in 1989 haar film- en acteerdebuut als Tia Russell in de filmkomedie Uncle Buck. Later was te zien als onder meer 'de nette zus' Kim Warner in alle 122 afleveringen van de komedieserie Yes, Dear.
Kelly trouwde in 1997 met James Pitaro. Samen kregen ze in 2003 zoon Sean en in 2006 dochter Josey.

## Filmografie
*Exclusief 5+ televisiefilms
- Top Gun: Maverick (2022)
- The Neighbor (2018)
- Out of the Wild (2017)
- The Bachelors (2017)
- Ant-Man (2015)
- Zoe Gone (2014)
- 1000 to 1: The Cory Weissman Story (2014)
- LEGO Hero Factory: Savage Planet (2011)
- Locked Away (2010)
- Aspects of Love (2005)
- Landfall (2001)
- Stranger in the Kingdom (1999)
- Origin of the Species (1998)
- Harvest of Fire (1996, televisiefilm)
- Mr. Holland's Opus (1995)
- The Fantasticks (1995)
- American Shaolin (1991)
- Uncle Buck (1989)

## Televisieseries
*Exclusief eenmalige rollen
- The Fosters - Pastor Nicole (2018, twee afleveringen)
- Outcast - Therapeut (2017, twee afleveringen)
- Sin City Saints - Bernice Pope (2015, vijf afleveringen)
- Hero Factory - Natalie Breez (2010-2013, zes afleveringen)
- Paul the Male Matchmaker - Darla (2011, twee afleveringen)
- Yes, Dear - Kim Warner (2000-2006, 122 afleveringen)
- Mad About You - Diane (1998-1999, drie afleveringen)
- Princess Gwenevere and the Jewel Riders - Princess Gwenevere (1996, tien afleveringen)

- Biblioteca Nacional de España: XX1677159
- Gemeinsame Normdatei: 1191129810
- International Standard Name Identifier: 0000 0000 4639 3699
- Library of Congress Control Number: no2001041989
- Virtual International Authority File: 39024644
- WorldCat: E39PBJpDRPKYBWgxQ3VDDPmyBP